# 화천중학교
화천중학교(華川中學校)는 대한민국 강원특별자치도 화천군 하남면 위라리에 있는 공립 중학교이다.

## 학교 연혁
- 1954년 11월 5일 : 화천중학교 개교
- 1954년 12월 31일 : 9학급 설립 인가
- 1956년 3월 10일 : 제1회 졸업식(졸업생수 62명)
- 1975년 3월 6일 : 화천여자중학교 분리
- 1994년 3월 1일 : 화천중,화천여자중학교 통합(12학급)
- 2023년 3월 1일 : 이태환 교장 부임
- 2024년 1월 4일 : 제69회 졸업식(92명, 누계 11,497명)
- 2024년 3월 4일 : 제72회 입학식(96명)

## 참고 자료
- 화천중학교 - 한국교육학술정보원 학교알리미